# Lycozoarces regani
Lycozoarces regani és una espècie de peix de la família dels zoàrcids i de l'ordre dels perciformes.

## Morfologia
- Els mascles poden assolir 15,2 cm de longitud total.[4][5]

## Hàbitat
És un peix marí, de clima temperat i demersal que viu entre 50-300 m de fondària.

## Distribució geogràfica
Es troba al Mar d'Okhotsk i el nord del Mar del Japó.

## Observacions
És inofensiu per als humans.